# Joaquim Nabuco
Joaquim Nabuco is een gemeente in de Braziliaanse deelstaat Pernambuco. De gemeente telt 16.498 inwoners (schatting 2009).